# 말레이시아 민중운동당

말레이시아 민중운동당(말레이어: Parti Gerakan Rakyat Malaysia)은 말레이시아의 중도주의 정당이며, 현재 집권 연합인 국민전선(BN)의 일원이다. 1968년 3월 24일 창당되었으며, 2008년부터 국민전선의 일원으로 활동하고 있다. 약칭은 그라칸(GERAKAN)이며, 운동을 의미한다.
창당 초기에는 당시 여권 연합이었던 동맹당에 가입하지 않았으며, 야당의 하나로 활동했다. 1969년 총선에서 풀라우피낭 주에서 압승을 거두었다. 당시 GERAKAN은 클란탄주에서 압승한 범말레이시아이슬람당(PAS)과 더불어 동맹당에 속하지 않은 유일한 당이었으나, 1973년 동맹당을 개편한 국민전선에 가입해 여권의 일원이 되었고, 현재까지 존속되고 있다.
전 대표였던 코추쿤이 2008년 당 선거에서 무경쟁으로 총재에 선출되었다. 동년 총선에서 처참한 패배를 거두었으며, 양원(원로원, 대의원)에서 겨우 2석만을 차지하였는데 이는 선거 전 10석에 비하면 크게 줄어든 편이다. 이 결과로 GERAKAN은 내각에서의 힘을 잃었으며, 심지어 지지 기반이었던 풀라우피낭에서도 처참한 패배를 당했다.
GERAKAN은 싱크탱크인 사회경제개발연구소의 지원을 받고 있으며, 현재 아시아자유민주협회의 일원이다. UMNO, MCA, MIC와 같은 BN 내 주요 정당들과는 달리 민족주의를 표방하지 않은 다인종 정당이지만, 2006년 기준으로 당원의 80%가 중국인으로 사실상 중국계 정당이라 봐도 무관하다. 15%는 인도계이고, 나머지 5%는 말레이인 또는 타 민족이다.